# Montbray
Montbray är en kommun i departementet Manche i regionen Normandie i norra Frankrike. Kommunen ligger i kantonen Percy som tillhör arrondissementet Saint-Lô. År 2022 hade Montbray 325 invånare.

## Befolkningsutveckling
Antalet invånare i kommunen Montbray
| Referens: INSEE |